# Середенин, Сергей Борисович
Сергей Борисович Середенин (род. 15 марта 1946) — российский ученый-физиолог, фармаколог. Академик РАН и РАМН, профессор. В 1991—2017 гг. — директор Института фармакологии РАМН имени В. В. Закусова.

## Биография
Сергей Борисович Середенин родился 15 марта 1946 года в Москве.
В 1969 году окончил 2-й Московский медицинский институт имени Н. И. Пирогова. Учился в аспирантуре. В 1972 году защитил кандидатскую, в 1983 году — докторскую диссертацию.
С 1962 года работал в Москве санитаром МСЧ № 61. По окончании учёбы с 1969 по 1973 год работал младшим научным сотрудником, ассистентом кафедры молекулярной фармакологии и радиобиологии. С 1973 по 1986 год — зав. лабораторией фармакогенетики 2-го ММИ имени Н. И. Пирогова. C 1986 года — заместитель директора по научной работе и руководитель лаборатории фармакогенетики НИИ фармакологии АМН СССР, с 1991 по 2017 годы — директор НИИ фармакологии имени В. В. Закусова РАМН, в настоящее время — научный руководитель института.
Член-корреспондент Российской академии медицинских наук (РАМН) — с 1993 года, академик РАМН — с 1997 года, академик Российской академии наук — с 2011 года.
Область научных интересов: фармакология и фармакогенетика. Им были созданы и изучены медицинские препараты: анксиолитики, ноотропы, антиастенические средства (феназепам, сиднокарб, ладастен, мексидол). С. Б. Середенин экспериментально доказал зависимость фармакологических эффектов психотропных средств от наследственно контролируемого типа ответа на эмоционально-стрессовое воздействие. Им определены нейрохимические механизмы наследственных различий стрессового ответа и фармакодинамики психотропных средств, выявлена физиологическая роль и сформулирована концепция фармакологической регуляции ряда рецепторных образований.
В 1998 году за работу «Мутагенез у человека и предупреждение его эффектов в современных экологических условиях» вместе с Н. П. Бочковым, А. Д. Дурневым, Н. П. Кулешовым и А. Н. Чеботарёвым был награждён Государственной премией РФ.
Является членом редколлегий журналов «Экспериментальная и клиническая фармакология», «Химико-фармацевтический журнал», «Физиологически активные вещества», «Functional Neurology» (Италия), «Pharmacology, Biochemistry Behavior» (США), членом научно-редакционного совета системы справочника «Регистр лекарственных средств России®».
Семья: отец, Середенин Борис Владимирович (1911—1964); мать, Авакова Тамара Сергеевна (род. 1921 г.); жена, Середенина Наталья Михайловна (род. 1950 г.); дочь, Середенина Тамара Сергеевна (род. 1980 г.); дочь, Середенина Варвара Сергеевна (род. 1986 г.).
Увлечения: плавание, туризм, классическая музыка.

## Труды
- Дурнев А. Д., Середенин С. Б. Фармакологическая защита генома. М.: ВИНИТИ, 1992. — 161 с.
- Середенин С. Б. и др. Мутагены: скрининг и фармакологическая профилактика воздействий. М.: Медицина, 1998. — 328 с.
- Середенин С. Б. Лекции по фармакогенетике. Учебное пособие. М.: 2004. — 304 с.
- Середенин С. Б., Воронина Т. А., Незнамов Г. Г., Жердев В. П. Феназепам. 25 лет в медицинской практике. М.: Наука, 2007. — 382 с.
- Середенин С. Б. и др. Фармакогенетическая концепция анксиоселективного эффекта // Вестник Российской академии медицинских наук. 1998. № 11. С. 3—9.
- Середенин С. Б. и др. Прогноз индивидуальных реакций на эмоциональный стресс и бензодиазепиновые транквилизаторы. Экспериментальная и клиническая фармакология. 2001. Т.64. № 1. С.3—12.
- Середенин С. Б. и др. Влияние верапамила на кластогенный эффект циклофосфана в соматических клетках мышей. Экспериментальная и клиническая фармакология. 1999. Т.62. № 2. С.51—54.
- Воронина Т. А., Середенин С. Б. Методические указания по изучению транквилизирующего (анксиолитического) действия фармакологических веществ. Руководство по экспериментальному (доклиническому) изучению новых фармакологических веществ. М.: Ремедиум, 2000. С. 126—136.
- Seredenin S., Blednov Y. Pharmacogenetic approach to search for new selective annxiolytic design // Phys. Chem. Biol. Med. 1993. 1. p. 53—60.
- Biological basis of individual sensivity to psycotropic drugs/ Eds. S.Seredenin, V.Longo, G.Gaviraghi. Edinburgh: Graffham Press, 1994. 304 p.